# Clio. Femmes, Genre, Histoire
Clio. Femmes, Genre, Histoire és una revista semestral francesa i especialitzada en la història social del gènere femení, mirant de cobrir tots els períodes de la història. L'any 2013 la revista canvia de nom, originalment es deia Clio. Histoire, Femmes et Société. Editada al principi per la Universitat de Lletres de Tolosa, Mirail (actualment, Jean-Jaurès Université), ajudant-se de concursos del CNRS i del CNL, la revista proposa una anàlisi aprofundida de la societat.
L'any 2009 va aparèixer a la llista de revistes de referència en la història de l'HCERES-CNU. També la referencien les bases de dades Mir@bel2 i JournalBase (CNRS).

## Títols de números anteriors
Cada número se centra en un tema en concret, establert mesos abans.
- 1995 : Résistances et Libérations France 1940-1945 (núm.1), Femmes et Religions (núm.2)
- 1996 : Métiers. Corporations. Syndicalisme (núm.3), Le temps des jeunes filles (núm.4)
- 1997 : Guerres civiles (núm.5), Femmes d'Afrique (núm.6)
- 1998 : Femmes, dots et patrimoines (núm.7), Georges Duby et l'histoire des femmes (núm.8)
- 1999 : Femmes du Maghreb (núm.9), Femmes travesties: un "mauvais" genre (núm.10)
- 2000 : Parler, chanter, lire, écrire (núm.11), Le genre de la nation (núm.12)
- 2001 : Intellectuelles (núm.13), Festins de femmes (núm.14)
- 2002 : Chrétiennes (núm.15), L'Histoire des femmes en revues France-Europe (núm.16)
- 2003 : ProstituéEs (núm.17), Mixité et coéducation (núm.18)
- 2004 : Femmes et images (núm.19), Armées (núm.20)
- 2005 : Maternités (núm.21), Utopies sexuelles (núm.22)
- 2006 : Le genre du sport (núm.23), Variations (núm.24)
- 2007 : Musiciennes (núm.25), Clôtures (núm.26)
- 2008 : Amériques métisses (núm.27), Voyageuses (núm.28)
- 2009 : 68’, révolutions dans le genre ? (núm.29), Héroïnes (núm.30)
- 2010 : Érotiques (núm.31), Relectures (núm.32)
- 2011 : Colonisations (núm.33), Liens familiaux (núm.34)
- 2012 : Écrire au quotidien (núm.35), Costumes (núm.36)
- 2013 : Quand la médecine fait le genre (núm.37), Ouvrières, ouvriers (núm.38)
- 2014 : Les Lois genrées de la guerre (núm. 39), Le genre des objets (núm. 40)